# Наводнение в Таиланде (2011)

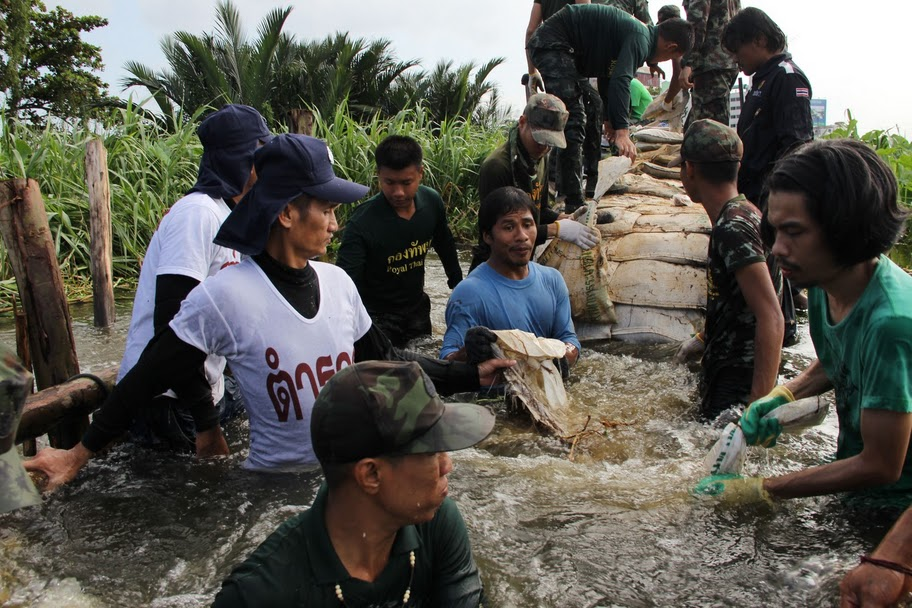
Тайские военнослужащие и добровольцы восстанавливают разрушенную дамбу на канале в Бангкоке

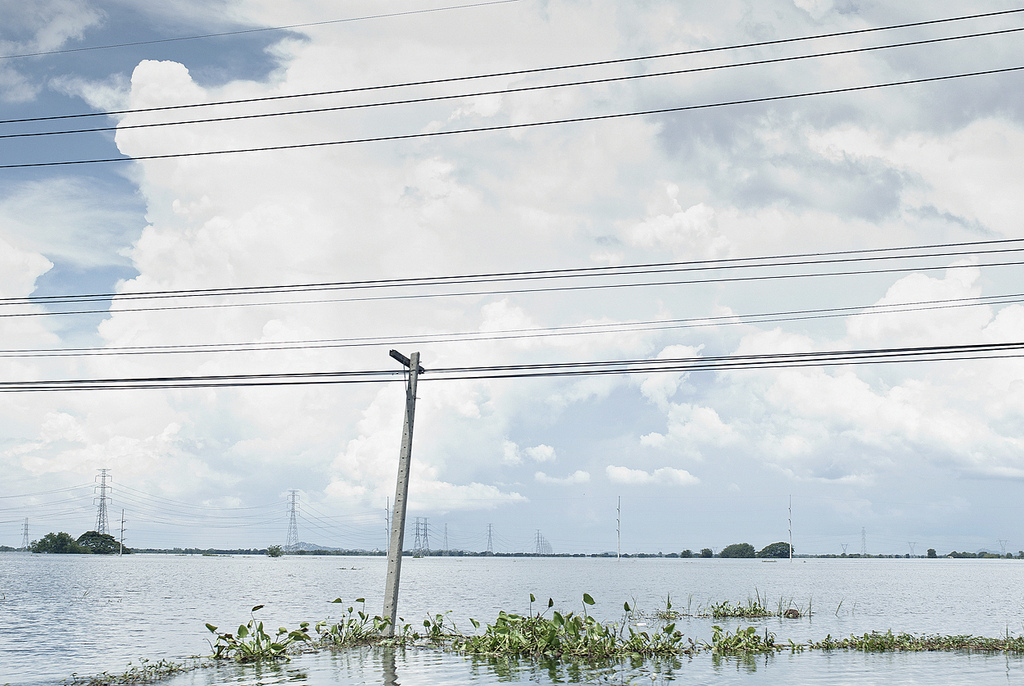
Наводнение в Таиланде, провинция Лопбури, октябрь 2011 года

Наводнение в Таиланде в 2011 году — стихийное бедствие (серия наводнений), вызванное сильнейшими за 50 лет сезонными муссонными дождями в июле — сентябре 2011 года в северных, северо-восточных и центральных провинциях Таиланда, откуда вода через низины центрального Таиланда пришла в Бангкок. Всего пострадали 65 из 76 провинций Таиланда и более 13 миллионов человек.
Дожди были вызваны тропическим штормом «Нок-тен», обрушившимся на Таиланд 5 июля 2011 года.
По состоянию на 28 ноября 2011 года наводнение продолжается в 20 провинциях, а также в западной, северной и восточной частях Бангкока и от наводнения страдают более 5 миллионов человек.
21 октября 2011 года в Таиланде введен особый режим по Закону о стихийных бедствиях, который предполагает полную и неограниченную власть премьер-министра Таиланда в сфере борьбы со стихийным бедствием и с ликвидацией его последствий. 23 октября 2011 года Бангкок объявлен зоной стихийного бедствия.
30 октября 2011 года был зафиксирован рекордный уровень воды в реке Чаупхрая — 253 сантиметра над уровнем моря, что на 3 сантиметра выше гидротехнических заграждений.

## Жертвы и пострадавшие
По состоянию на 28 ноября 2011 года погибло 616 человек и 2 человека числятся пропавшими без вести, в том числе более 150 человек погибли от ударов электрическим током через воду, что явилось наиболее распространённой причиной жертв во время наводнения в Бангкоке. Основными причинами жертв в начале наводнения были оползни, селевые потоки и мгновенное затопление населенных пунктов водой, стекающей с более высоких участков.
Более 1,3 миллиона человек обратились за медицинской помощью, из которых у 70 процентов диагностирован стригущий лишай, 150 тысяч человек остались без крова, пострадали 9,5 миллионов человек, 700 тысяч человек остались без работы в результате затопления 15 тысяч предприятий.
Наводнение вызвало распространение заболеваний. В палаточных лагерях распространяется диарея и респираторные инфекции, в Таиланде зафиксировано около 100 случаев заболеваний кожи и грибковыми инфекциями. Ожидается распространение вирусных инфекций, таких как лихорадка денге, глазных инфекций и инфекций, приводящих к диарее и обезвоживанию организма.

## Последствия
В результате наводнения были затоплены несколько индустриальных зон, где расположены заводы по производству жёстких дисков, что по мнению экспертов, вызовет дефицит жёстких дисков на мировом рынке. По оценкам Piper Jaffray в IV квартале 2011 года дефицит жёстких дисков на мировом рынке составит 60-80 миллионов единиц при объёме спроса в 180 миллионов, по состоянию на 9 ноября 2011 года цены на жесткие диски уже выросли в пределах от 10 до 60 %.
1 декабря 2011 г. компания Western Digital отчиталась о работах по восстановлению производства в Таиланде и предложила свою оценку состояния отрасли накопителей на жестких дисках в четвёртом квартале 2011 года и на последующие периоды.
В ходе наводнения было затоплено несколько заводов автомобилестроительных корпораций Toyota, Honda, Mazda и Ford с суточным производством 6 тысяч автомобилей. В связи с нехваткой комплектующих, вызванного наводнением, Toyota заявила о сокращении объёмов производства на своих предприятиях в Японии, США, Канаде, ЮАР, Индонезии, Филиппинах, Вьетнаме, Пакистане и Малайзии, а Honda остановила свои заводы в Таиланде и Малайзии и сократила производство на заводах в Великобритании и Бразилии, так же проблемы с комплектующими испытывают Nissan и Mitsubishi.
Всего затоплено 15 тысяч предприятий и 800 тысяч жилых домов
Серьёзно пострадало сельское хозяйство: было затоплено 1,5 миллиона гектаров сельскохозяйственных угодий, уничтожено 12,5 % рисовых полей Таиланда.
26 октября 2011 года был затоплен второй по величине аэропорт Таиланда Дон Мыанг.
28 ноября 2011 года эксперт Всемирного банка по Таиланду Кирида Бхаопичитр заявила, что общая сумма ущерба от наводнения может достигать 1,36 триллионов бат (более 43 миллиардов USD) и не менее 755 миллиардов бат (24,3 миллиарда USD) потребуется Таиланду для финансирования восстановления после наводнения и создания более устойчивой к катаклизмам экономики.